# Protaphorura fimata
Protaphorura fimata är en urinsektsart som först beskrevs av Hermann Gisin 1952.  Protaphorura fimata ingår i släktet Protaphorura, och familjen blekhoppstjärtar. Arten är reproducerande i Sverige.